# Église Saint-Hippolyte de Thonon-les-Bains
L’église Saint-Hippolyte est une église de confession catholique de plan traditionnel située sur le territoire de la commune de Thonon-les-Bains (Haute-Savoie). L'église fait l’objet d’un classement au titre des monuments historiques en 1909.

## Situation
Elle est située dans la Grande rue de la ville de Thonon-les-Bains.

## Historique
Originellement du XIIe siècle, elle est construite au-dessus d’une crypte romane au XIVe siècle et a été remaniée au XVIIe siècle dans le style baroque savoyard et ses décors et ses fresques sont exubérants. L’église devient chapelle papale en 1439, est utilisée comme temple protestant durant l’invasion bernoise en 1536, et accueille à nouveau le culte catholique en 1594 sous l’influence de saint François de Sales.
Le 30 octobre 1909, elle est classée au titre des monuments historiques.

## Description

### Décoration
Il y a, à l'intérieur de l'église, une voûte stuquée dans le style italien qui a été commandée au XVIIe siècle par l'abbé de Rossillon de Bernex qui était un frère de l'évêque de Genève de l'époque. Le tout a été exécuté à la main par les stucateurs J.F Silva et Bernard Pandolph.
Les murs latéraux de la nef sont recouverts par une fresque sur le thème du Crédo. Le chœur est lui recouvert d'une fresque consacrée à la vie du Christ.
Des travaux de restauration sont réalisés en 2009 et 2010 par Natacha Mondon et Éric Pierre. La première phase a lieu en décembre 2009 et concerne un superbe lustre, composé de deux couronnes de 16 et 8 branches terminées par de discrets éléments en verre thermoformé, qui éclaire la nef et met en valeur le magnifique plafond en stuc du XVIIe siècle de l'église.
La deuxième phase concerne les nouveaux lustres qui ont été installés fin mai 2010. Il s'agit de trois grands luminaires de 24 et 21 bras placés dans la nef, l'avant-chœur et le chœur, ainsi que de trois petits dans le bas-côté nord et quatre bras de lumières dans le bas-côté sud,.
Les fresques ont été restaurées et mises au jour en octobre 1941 par le peintre-sculpteur condomois Henri Lafitte (1885-1972). L'édition du 10 octobre 1941 du journal Le Messager indique : « Enfin, M. Quiblier signale l'importante découverte de fresques dans l'église de St-Hippolyte. Ces peintures, datant du XVIIe siècle, représentent pour chaque travée deux apôtres avec leurs attributs particuliers accompagnés d'anges portant des phylactères. Il serait regrettable que les travaux de restauration ne soient pas poursuivis par les Monuments Historiques, car il reste encore trois travées non explorées. (...) et on profiterait de l'expérience de l'artiste, M. Henri Lafitte qui a mis au jour puis restauré avec talent les fresques, chapiteaux et moulures. Cet artiste a nettoyé et mis en valeur une "Assomption de la Vierge" rappelant la manière de l'inégalable Poussin. L'Assemblée (chablaisienne) émet le vœu que les travaux de l'église St-Hippolyte soient continués jusqu'à la découverte de toutes les fresques. ».

### Mobilier
Une vingtaine d'objets classés.
Trois tableaux sont placés autour de l'autel. Le tableau de droite représente la Sainte Famille, celui au centre attribué au peintre Lange représente la Nativité, enfin celui de gauche l'Annonciation.
Le maître-autel construit en bois stuqué imitant le marbre dans un style classique est du début du XIXe siècle.